# Salut Salon

Das Logo der Band

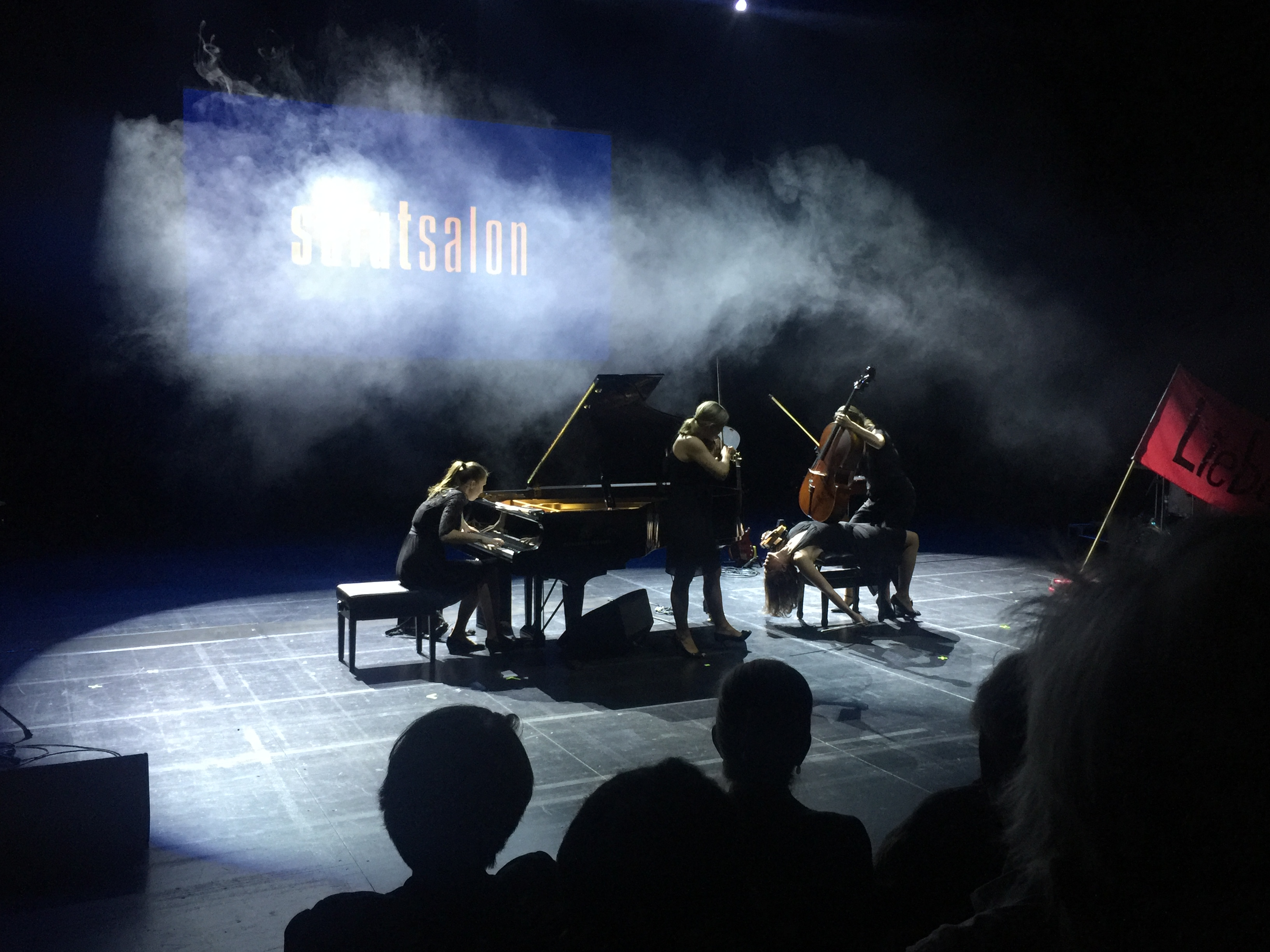
Salut Salon beim Konzert zum 20-jährigen Jubiläum der BürgerStiftung Hamburg auf Kampnagel, November 2019.

Salut Salon ist der Name eines kammermusikalischen Frauen-Quartetts aus Hamburg, das von den Violinistinnen Angelika Bachmann und Iris Siegfried gegründet wurde und seit dem Jahr 2000 in der Formation Klavier, Violoncello und zwei Violinen auftritt.

## Geschichte
Die beiden Gründerinnen des Quartetts, Angelika Bachmann und Iris Siegfried, lernten sich in den 1980er Jahren in Hamburg kennen, spielten gemeinsam am ersten Pult im Schulorchester. Sie gründeten eine Wohngemeinschaft. Seit dem ersten Auftritt als Duo spielten sie regelmäßig Kammermusik – beim Jour fixe mit der Pianistin Ameli Winkler, einem Treffpunkt von Schauspielern, Musikern und Literaten, der sich in der Tradition des Salons des 19. und 20. Jahrhunderts verstand. Als Quartett (mit Ameli Winkler am Klavier und Simone Bachmann am Violoncello) traten sie im Herbst 1999 zum ersten Mal gemeinsamen in der Galerie Rose in Hamburg auf. Am 3. Januar 2003 spielten sie in der Musikhalle Hamburg ihr erstes großes öffentliches Konzert. Im selben Jahr veröffentlichten sie bei Warner ihre erste CD Was kann das Herz dafür. Darauf bot ihnen Warner einen Plattenvertrag an. Seitdem tourt das Quartett international und spielt über 100 Konzerte jährlich – in den ersten Jahren in wechselnden Formationen, in denen die Violinistinnen Angelika Bachmann und Iris Siegfried immer beteiligt waren. Im Jahr 2023 wandte sich Siegfried neuen Aufgaben zu und verließ das Quartett, ihren Platz nimmt inzwischen Violinistin und Sängerin Alvina Lahyani ein.

### Gastspielreisen
Seit 2005 tritt das Quartett auch im Ausland auf. Es gibt regelmäßig Gastspiele in den USA, in China (2010 vertrat es auf der Expo in Shanghai die Hansestadt Hamburg darüber hinaus als musikalische Botschafter), in Kanada, in Chile, in Russland, in der Schweiz, Italien, Luxemburg, Spanien und Kenia. Dazu kommen Auftritte im Fernsehen und Beiträge im Radio.
2012 ging das Quartett auf Jubiläumstournee und feierte das zehnjährige Bestehen von Salut Salon, obwohl das Ensemble bereits seit zwölf Jahren bestand, wie Iris Siegfried bei der Premiere im Hamburger Thalia Theater bemerkte. 2016 fand ihr Debüt in New York City mit einem Konzert ihres Programms Carnival of the Animals and Other Phantasies im Michael Schimmel Center der Pace University statt.
Seit 2016 touren Salut Salon regelmäßig durch Frankreich. Im Januar 2016 erntete das Quartett Standing Ovations im altehrwürdigen Salle Gaveau in Paris. Ein Jahr später, am 24. Januar 2017, traten die vier Hamburgerinnen im L'Olympia in Paris auf.

## Biografien

### Angelika Bachmann
Angelika Bachmann wurde 1972 in Hamburg geboren und aufgrund ihrer musikalischen Sonderbegabung durch den Senat der Hansestadt Hamburg vom Schulunterricht befreit, so dass sie sich schon in frühester Kindheit dem Violinenspiel widmete. Seit dem siebten Lebensjahr ist sie als Konzertsolistin u. a. mit den Hamburger Symphonikern aufgetreten, sammelte Erfahrungen bei Fernsehauftritten und gewann zahlreiche Erste Bundespreise bei „Jugend musiziert“-Wettbewerben. Ihre musikalische Ausbildung genoss sie u. a. bei Michael Goldstein und Roland Greutter, dem Ersten Konzertmeister des NDR-Sinfonie-Orchesters. Angelika Bachmann war über viele Jahre hinweg Stipendiatin der Oscar- und Vera-Ritter-Stiftung sowie Jurorin des LTM-Wettbewerbs in Hamburg. Ihre eigenen musikalischen Arrangements sind unter dem Titel „Flexible Strings“ 2007 im Musikverlag Breitkopf & Härtel erschienen. Neben der Musik studierte Angelika Bachmann Philosophie und Germanistik. Im Oktober 2011 erhielt sie das Bundesverdienstkreuz für ihr Engagement in der musikalischen Arbeit mit Kindern und Jugendlichen.

### Alvina Lahyani
Alvina Lahyani begann im Alter von sechs Jahren in ihrer Heimatstadt Kiew mit dem Geigenspiel. Mit zehn Jahren wurde sie Schülerin im Kyiv Lysenko State Music Lyceum für hochbegabte Kinder, das sie mit Auszeichnung abschloss. Schon im Alter von 16 Jahren wurde sie als Jungstudentin an der Musikhochschule Lübeck aufgenommen. Sie war Stipendiatin der Ad Infinitum Foundation und erhielt weitere musikalische Impulse bei internationalen Meisterkursen wie der Carl Flesch Akademie bei Reiner Kussmaul, der Kronberger Akademie bei Pawel Vernikov sowie bei Gidon Kremer.
Alvina ist Preisträgerin vieler nationaler und internationaler Wettbewerbe. Sie gewann u. a. beim internationalen Violinwettbewerb Olimpo Musicali in Litauen den 1. Preis sowie einen Sonderpreis für die beste Interpretation beim internationalen Violin-Wettbewerb Königin Sophie Charlotte in Mirow.
Alvina spielt unter anderem im Orchestre de chambre de Paris und bei den Symphonikern Hamburg unter Leitung von Daniel Barenboim und Jeffrey Tate, außerdem mit Künstlerinnen und Künstlern wie Misha Maiskiy und Martha Argerich. Sie konzertiert auch in Sälen wie dem Théâtre des Champs-Élysées, der Elbphilharmonie und der Carnegie Hall.
Sie war Teil der Klassik-Heavy-Metal-Crossover-Formation Athonite, mit der sie beim Wacken Open Air auftrat.

### Maria Well
Die deutsch-französische Cellistin Maria Well war schon mit 15 Jahren Cello-Jungstudentin an der Hochschule für Musik und Theater München in der Klasse von Prof. Helmar Stiehler. Sie schloss ihr künstlerisches Diplom und ihr Masterstudium mit Auszeichnung ab und besuchte Meisterkurse u. a. bei Natalia Gutmann, Clemens Hagen und Daniel Müller-Schott. Schon früh gewann Maria mehrfach Erste Bundespreise bei „Jugend musiziert“ und wurde von Yehudi Menuhin Live Music Now gefördert.
Gemeinsam mit ihrem Bruder, dem Geiger Matthias Well, gründete sie 2015 das Violine-Violoncello-Duo „twoWell“. Als Solistin konzertierte Maria mit Orchestern wie den Münchner Symphonikern und gab Kammermusikkonzerte u. a. mit Arabella Steinbacher, Igor Levit und Michael Schöch. Maria Well gastiert regelmäßig auf internationalen Musikfestivals, aber auch hierzulande wie beim Schleswig-Holstein Musik Festival, den Festspielen Mecklenburg-Vorpommern oder dem Gezeitenfestival.

### Kristiina Rokashevich
Kristiina Rokashevich erhielt als Siebenjährige an der Musikschule in Tallinn Klavierunterricht. Anschließend studierte sie Klavier an der Estnischen Akademie für Musik und Theater bei Marko Martin und Ivari Ilja. Im September 2010 ging Kristiina nach London, um bei Joan Havill an der Guildhall School of Music & Drama ihr Masterstudium zu absolvieren, das sie mit ›summa cum laude‹ abschloss. In dieser Zeit arbeitete sie mit vielen ausgezeichneten Pianisten, u. a. mit Richard Goode, Angela Hewitt und Steven Osborne. Während ihres Studiums wurde Kristiina mehrfach ausgezeichnet; u. a. mit dem Sergej-Rachmaninov-Award, dem Guildhall-School-Scholarship-Trust und dem Estonian Students Fund in den USA. Darüber hinaus erhielt sie 2015 und 2016 jeweils den Preis des Estnischen Kulturministeriums. Auch in Wettbewerben war Kristiina früh erfolgreich. Sie erhielt u. a. Preise beim Croydon Music Festival, beim Beethoven Wettbewerb der Beethoven Piano Society of Europe und bei der Amy Brant International Piano Competition in Großbritannien. Sie konzertierte an Veranstaltungsorten wie der Barbican Hall und zuletzt dem Wiener Konzerthaus, als Solistin mit Ensembles wie dem Tallinn Kammerorchester und dem nationalen estnischen Symphonie-Orchester – mit Dirigenten wie Christian Vasquez, Mihail Gerts, Olari Elts und Risto Joost. Außerdem gab sie Solokonzerte in Großbritannien, Frankreich, Italien, Luxemburg, Estland, Lettland, Litauen, Österreich, Schweiz, Deutschland, Schweden und Finnland.
Außerdem spielt Kristiina Cembalo und veranstaltet Salonabende mit Lesungen und theatralische musikalische Nachmittage für Kinder und Jugendliche.

## Besetzung

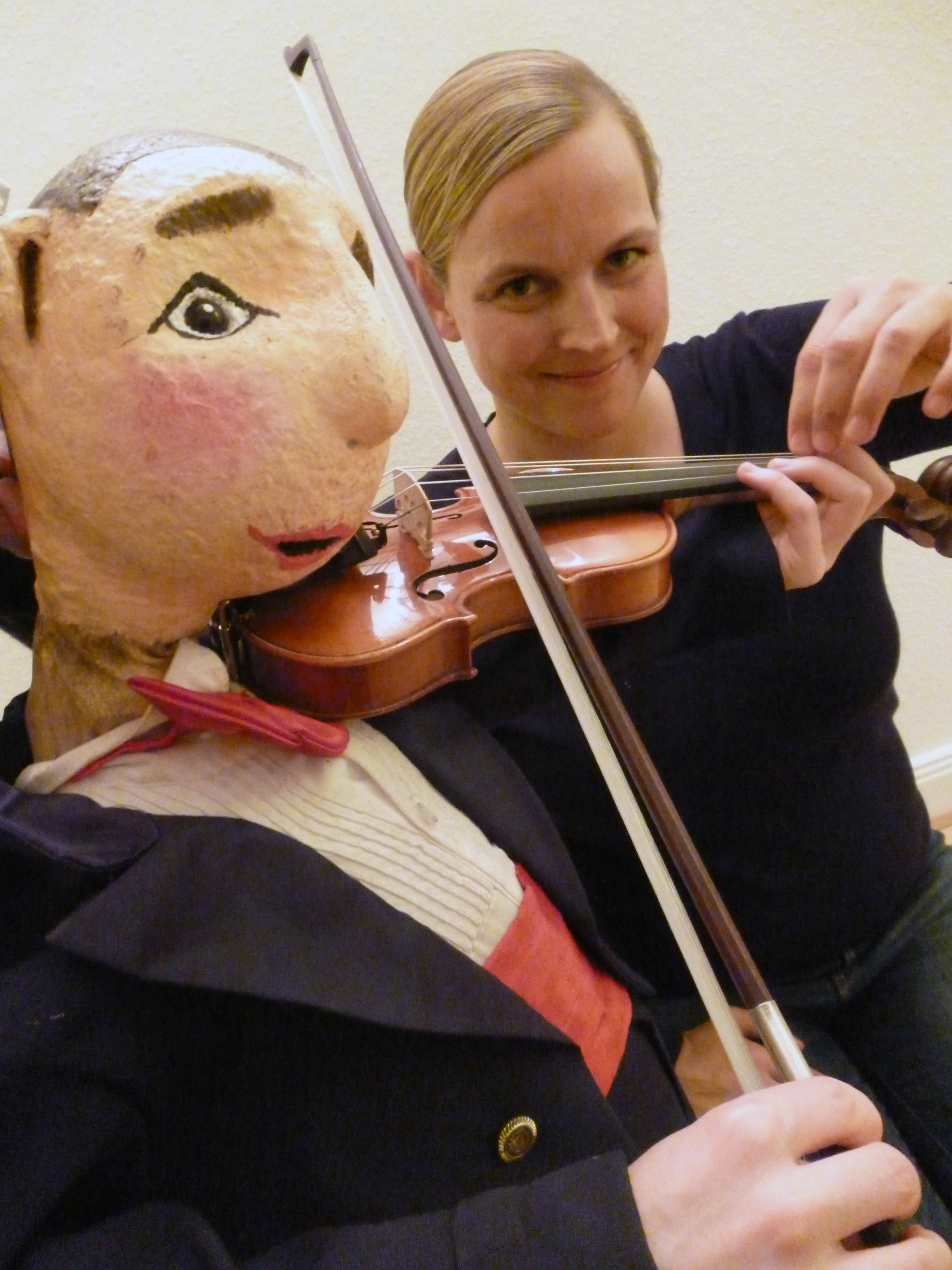
Die Puppe Oskar spielt in jedem Salut-Salon-Programm eine wichtige Rolle.

| Aktuelle Quartettmitglieder Stammbesetzung: - Angelika Bachmann: Violine, Gesang (Gründerin des Quartetts) - Alvina Lahyani: Violine, Gesang - Maria Well: Violoncello, Gesang - Kristiina Rokashevich: Klavier, Gesang (seit 2019) Weitere Besetzungen: - Rahel Maria Rilling: Violine - Mary Rose Scanlon: Violine - Joke Flecijn: Violoncello - Maria Friedric: Violoncello - Mara Kochendörfer: Violoncello - Mariya Filippova: Klavier - Karine Terterian: Klavier | Frühere Quartettmitglieder - Iris Siegfried, Violine, Gesang (Gründerin des Quartetts 2000–2023) - Ameli Winkler, Klavier (2000–2002) - Simone Bachmann, Violoncello (2000–2002) - Christine Schütze, Klavier (2002–2005) - Gesa Riedel, Violoncello (2002–2005) - Phoebe Scott, Violoncello (2002–2005) - Lara Jones, Klavier (2005–2008) - Peiwen Chen, Violoncello (2005–2007) - Jule Hinrichsen, Violoncello (2007–2008) - Valeria Stab, Klavier (2007–2010) - Frederike Dany: Violoncello (2010–2017) - Anne-Monika von Twardowski, Klavier (2008–2018) - Romy Nagy, Violoncello (2. Besetzung, verstarb am 25. Mai 2019) - Sonja Lena Schmid, Violoncello, Gesang (2008–2019) - Meta Hüper: Violine, Gesang (ab 2016) - Heike Schuch: Violoncello, Gesang - Anna-Lena Perenthaler: Violoncello, Gesang (2019–2020) - Olga Shkrygunova: Klavier (2. Besetzung) |

## Programm
Salut Salon schreiben für ihre Programme klassische Stücke für ihre Besetzung um, mischen Klassik mit Filmmusik, Folk, Jazz und Pop. Eine Rolle in allen Programmen von Salut Salon spielt außerdem der argentinische Tango Nuevo von Astor Piazzolla. Hinzu kommen Puppenspieleinlagen mit der Handpuppe Oskar.
- 2004/05: Was kann das Herz dafür?[41]
- 2007/08: Herzenssache[41]
- 2009: Klassisch verführt[42]
- 2010: Um alles in der Welt[43]
- 2011: Ein Haifisch im Aquarium[44]
- 2012: Jubiläumsprogramm „Dichtung & Wahrheit“[45]
- 2013/14: Die Nacht des Schicksals
- 2015/16: Ein Karneval der Tiere und andere Phantasien[46]
- 2017–19: LIEBE[47]
- 2020/22: Die Magie der Träume[48]
- 2023: Jubiläumsprogramm „Träume“[49]

## Soziale Projekte
Die Salut-Salon-Gründerinnen Angelika Bachmann und Iris Siegfried engagieren sie sich seit den 1990er Jahren in verschiedenen Projekten zur Musikvermittlung für Kinder. Im Oktober 2011 erhielten Angelika Bachmann und Iris Siegfried für diese Tätigkeit das Bundesverdienstkreuz. Außerdem wurden Salut Salon 2015 zu Ehren-Alster-Schleusenwärterinnen ernannt.
Die Coolen Streicher

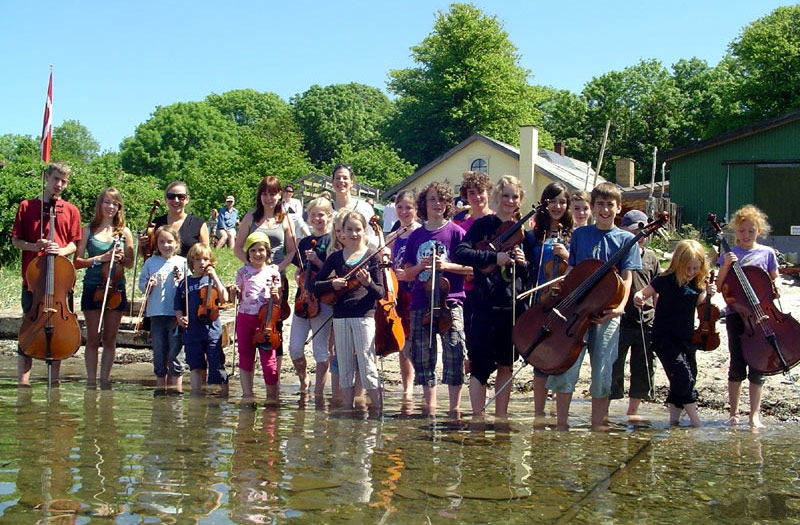
Die Coolen Streicher 2010 bei einem Probenwochenende

„Die Coolen Streicher“ sind ein 1995 von Angelika Bachmann und Iris Siegfried gegründetes Kinderorchester. Es gewann mehrfach den Hamburger Instrumentalwettbewerb und konzertierte mit den Berliner Symphonikern in der Berliner Philharmonie. 2004 wurden sie vom damaligen Bundespräsidenten Johannes Rau den „inventio“ als innovativstes Musikprojekt Deutschlands ausgezeichnet.
Escuela Popular de Artes in Chile

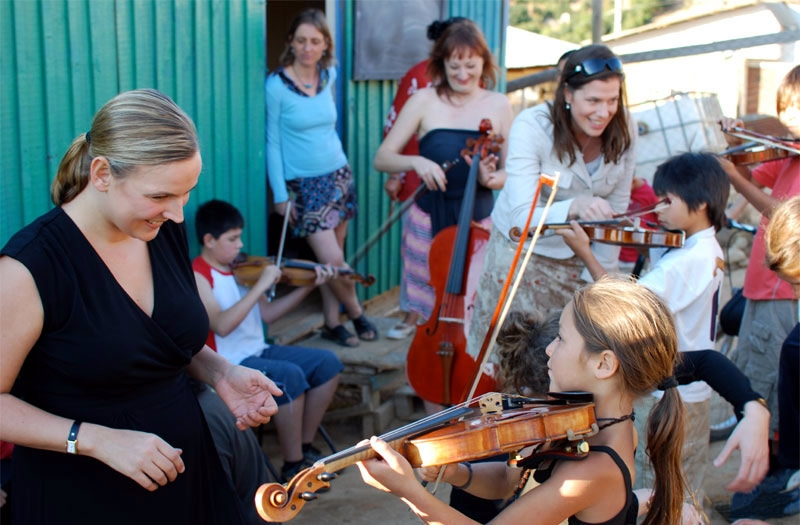
Salut Salon 2010 bei einem Besuch in Chile

2003 übernahmen Salut Salon eine Patenschaft für die Musikschule Escuela Popular de Artes in Achupallas, einem Elendsviertel von Viña del Mar in Chile. Zweimal trat ein aus den „Coolen Streichern“ und Kindern der Escuela Popular de Artes gebildetes Orchester in Deutschland und Chile auf.
Salut Deluxe
2020 gründete Angelika Bachmann gemeinsam mit dem Rapper Samy Deluxe in Hamburg den Verein „SalutDeluxe“, der Kindern und Jugendlichen einen Zugang zur Musik ermöglichen und dabei Grenzen zwischen Klassik und Hip Hop auflösen soll. Ein weiteres Ziel ist die Überwindung von Rassismus und Sexismus in der Musikbranche. Zu diesen Zwecken bietet SalutDeluxe verschiedene kostenlose Aktivitäten für Kinder und Jugendliche, darunter Kurse in Beatboxing, Instrumentenbau, Beatproducing oder auch Dirigieren für Mädchen.
The Young ClassX
Für „The YoungClassX“ entwickelte Angelika Bachmann 2007 zusammen mit Alexander Birken von der Otto Group die Grundidee für ein Förderprogramm, das möglichst vielen Kindern überall in Hamburg kostenlos den Zugang zu klassischer Musik ermöglichen will. Die Otto Group trägt das Projekt finanziell. Im ersten Jahr 2011 nahmen 3186 Kinder am Angebot von „The Young ClassX“ teil; 1700 Kinder aus 21 Schulen sangen in 31 verschiedenen Stadtteilchören. Die Instrumentalschüler werden nach dem „Coach-the-coach“-Prinzip von fortgeschrittenen Schülern oder Musikstudenten unterrichtet. Die Kinder und Jugendlichen können außerdem in einem Projektorchester spielen.
Eine Idee von „The Young ClassX“ ist es, Kinder das erste Mal mit klassischer Musik in Berührung zu bringen. Dafür gibt es das „MusikMobil“, das Schulklassen z. B. zum Probenbesuch in die Hamburger Oper und zum NDR-Sinfonie-Orchester fährt. Im zweiten Jahr seines Bestehens erhielten „The Young ClassX“ in dem von Bundesregierung und Wirtschaft ausgeschriebenen Wettbewerb „365 Orte im Land der Ideen“ die Auszeichnung „Ausgewählter Ort 2011“.
Hamburger Instrumentalwettbewerb
Seit 2013 leiten Angelika Bachmann und Iris Siegfried den Hamburger Instrumentalwettbewerb, der vom Landesverband der Tonkünstler und Musiklehrer gegründet wurde. Er findet alljährlich im Herbst statt. Gefördert wird der Wettbewerb von der Oscar und Vera Ritter-Stiftung, deren langjährige Stipendiatin Angelika Bachmann war, sowie der Haspa Musikstiftung. 2016 entwickelte Angelika Bachmann mit Stephanie Schiller und unterstützt von der Oscar und Vera Ritter-Stiftung außerdem den Wettbewerb Töne der Welt. Damit werden auch Kinder und Jugendliche gefördert, die ein in der Klassik eher seltenes Instrument spielen – vom Alphorn über die arabische Oud bis zur persischen Santur.
Skype Projekt Ghetto Classics Kenia
Auf ihrer Afrika-Tour 2015 arbeiteten Salut Salon in Korogocho, einem der größten Slums von Nairobi, mit Jugendlichen der „Ghetto Classics“ – einem Kinder- und Jugendorchester, das jungen Menschen die Möglichkeit gibt, ein klassisches Instrument zu lernen. Via Skype unterrichten seit 2015 unterschiedliche Musiker aus Europa jede Woche die Kinder in Nairobi. Finanziert wurde der Unterricht anfangs aus dem Erlös einiger Benefizkonzerte, die Salut Salon in Nairobi gaben. Seit 2017 finanziert die Stiftung „Chancen für Kinder“ den Skype-Unterricht für die Kinder in Kenia.

## Auszeichnungen
- 2004: Förderpreis „inventio“ vom Deutschen Musikrat und der Stiftung „100 Jahre Yamaha“
- 2016: Echo Klassik 2016 in der Kategorie „Klassik ohne Grenzen“[61][62]
- 2022: Opus Klassik in der Kategorie Nachwuchsförderung für das Projekt The Young Classx[63]

## Diskografie
- Was kann das Herz dafür (CD-Livemitschnitt, VÖ 2005)
- Herzenssache (CD, Live-Mitschnitt, VÖ 2007)
- Klassisch verführt (DVD, Live-Mitschnitt, 2009)
- Salut Salon. Der Film (DVD, Live-Mitschnitte aus 2010 und 2011, VÖ 2012)
- Dichtung und Wahrheit. Das Beste aus 10 Jahren (CD, Live-Mitschnitt, VÖ 2013)
- Christmas With Salut Salon (VÖ 2014)
- Salut Salon LIVE (VÖ 2015)
- Carnival Fantasy (CD, DVD, VÖ 2016)

## Filme
- „Salut Salon – Lady-Power im Quartett“ (Regie: Ralf Pleger / arte 2011)